# Eurata tisamena
Eurata tisamena är en fjärilsart som beskrevs av Paul Dognin 1902. Eurata tisamena ingår i släktet Eurata och familjen björnspinnare. Inga underarter finns listade i Catalogue of Life.